# Chrášťany (Benešov)
Chrášťany é uma comuna checa localizada na região da Boêmia Central, distrito de Benešov.